# Abadía de Saint-Guilhem-le-Désert
La abadía de Saint-Guilhem-le-Désert (del francés: abbaye de Saint-Guilhem-le-Désert o abbaye de Gellone) es una abadía benedictina fundada en 804 por Guillermo I de Tolosa, situada en la localidad de Saint-Guilhem-le-Désert en el departamento francés del Hérault.
Forma parte de los Caminos de Santiago en Francia, declarados Patrimonio de la Humanidad por la Unesco en 1998 con el código 868-032.

## Historia

### Orígenes
En el 774 Witiza (posteriormente conocido como san Benito de Aniane), hijo del conde visigodo de Maguelone (Herault) abandona la corte de Carlomagno para unirse a la orden benedictina en Saint-Seine (cerca de Dijón). Abandonaría dicho monasterio para fundar otro en 782 en Aniane siguiendo la regla de san Benito de Nursia.
A dicho monasterio se retiraría tras una vida de guerras Guillermo, duque de Aquitania y conde de Tolosa (también miembro de la corte y primo de Carlomagno) que a su vez lo abandonaría en el 806 para dirigirse al valle del Gellone a fundar un cenobio con el nombre de Saint-Guilhem de Gellone.
A su muerte en 812 se le empieza a venerar como santo y se le hace protagonista de un cantar de gesta (Le cycle de Guillaume de Gellone) que contribuye a propagar la fama de la abadía.
Pronto se convierte en una etapa ineludible de la rama del Camino de Santiago que atraviesa Arlés acudiendo a ella los peregrinos para venerar el trozo del Lignum Crucis dejado junto con otras reliquias sagradas por su fundador Guillermo I el Santo.

### La abadía actual
El primer abad conocido es Juliofred, que aparece en un documento de donación en el 925, si bien los archivos primigenios se destruyeron en un incendio en el siglo XI que daría lugar a una serie de pleitos con el monasterio de Aniane tras los que en 1090 el papa Urbano II reconoce la independencia de la abadía.

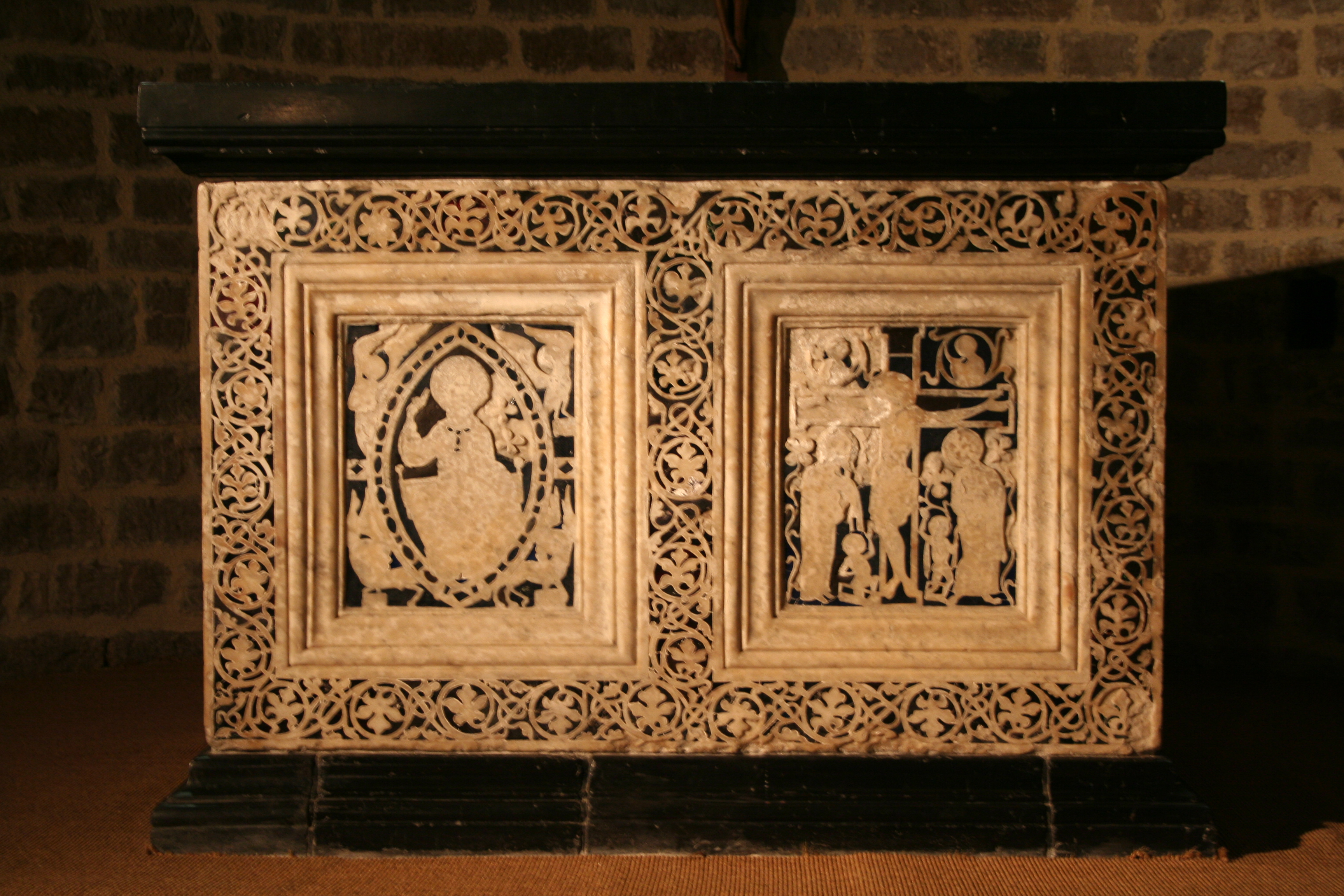
Altar de San Guillermo.

A comienzos de ese mismo siglo bajo el mandato del abad Pierre I se había procedido a reconstruir íntegramente la abadía, siguiendo el estilo románico que imperaba en aquella época. En el siglo posterior se reforma el claustro empezando ya a denominarse Saint-Guilhem-le-Désert. También a finales del XII se trasladan de la cripta a un sarcófago de mármol en el altar mayor los restos de Guillermo I para ser objeto de veneración pública.
El declive comenzaría en 1569 durante las guerras de religión cuando tras ser saqueada debe venderse parte de su patrimonio para costear las reparaciones. Acentuado con los años la abadía entre en el siglo XVII en avanzado estado de abandono, lo que motiva su traspaso a manos de la Congregación de San Mauro, quienes consiguen salvar lo principal.
Nacionalizada durante la Revolución francesa se conserva la iglesia con carácter parroquial, pasando el edificio principal a desempeñar diversas funciones como fábrica de hilos o curtiduría.
En 1840 el servicio de Monumentos Históricos se hace cargo de ella (o de lo que quedaba tras haber sido utilizadas partes de la misma como cantera de piedras para otras construcciones) iniciando una serie de reformas que la han devuelto buena parte de su lustre anterior.

## Descripción

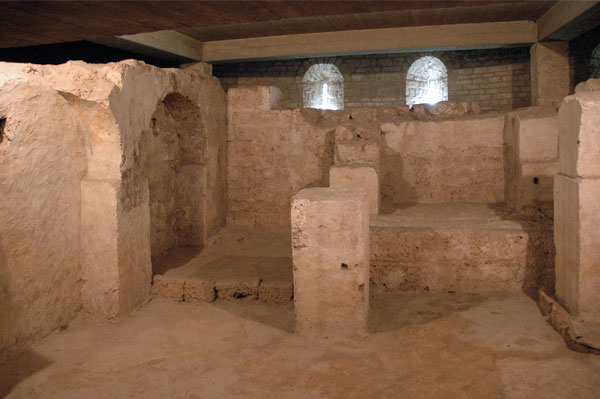
Restos de la cripta prerrománica descubierta bajo el presbiterio.

Como es habitual el edificio actual mezcla partes de distintas épocas. Externamente no queda nada de la iglesia original, si bien en 1962 fueron descubiertos restos de una segunda construcción prerrománica que datan probablemente del siglo X.
Probablemente destruido en un incendio este edificio da paso al actual (siglo XI) de estilo románico, con una nave principal de 18 x 6 metros cerrada con bóveda de cañón. De él destaca su amplio ábside (cierra la nave principal así como el largo de las dos laterales a su vez cerradas por absidiolos) que presenta 18 hornacinas y llamativos contrafuertes exteriores.
A esta época cabe probablemente atribuir la planta baja del claustro, siendo la superior es del XII. Esta división en dos niveles se usaba para separar a monjes y devotos, pudiendo accederse a unas tribunas especiales en el transepto (colocadas en el siglo XV) únicamente por la parte de arriba (la reservada al clero). La segunda planta se perdió, siendo el conjunto restante desmontado y vendido en 1905 y encontrándose reconstruido en el museo The Cloisters de Nueva York.

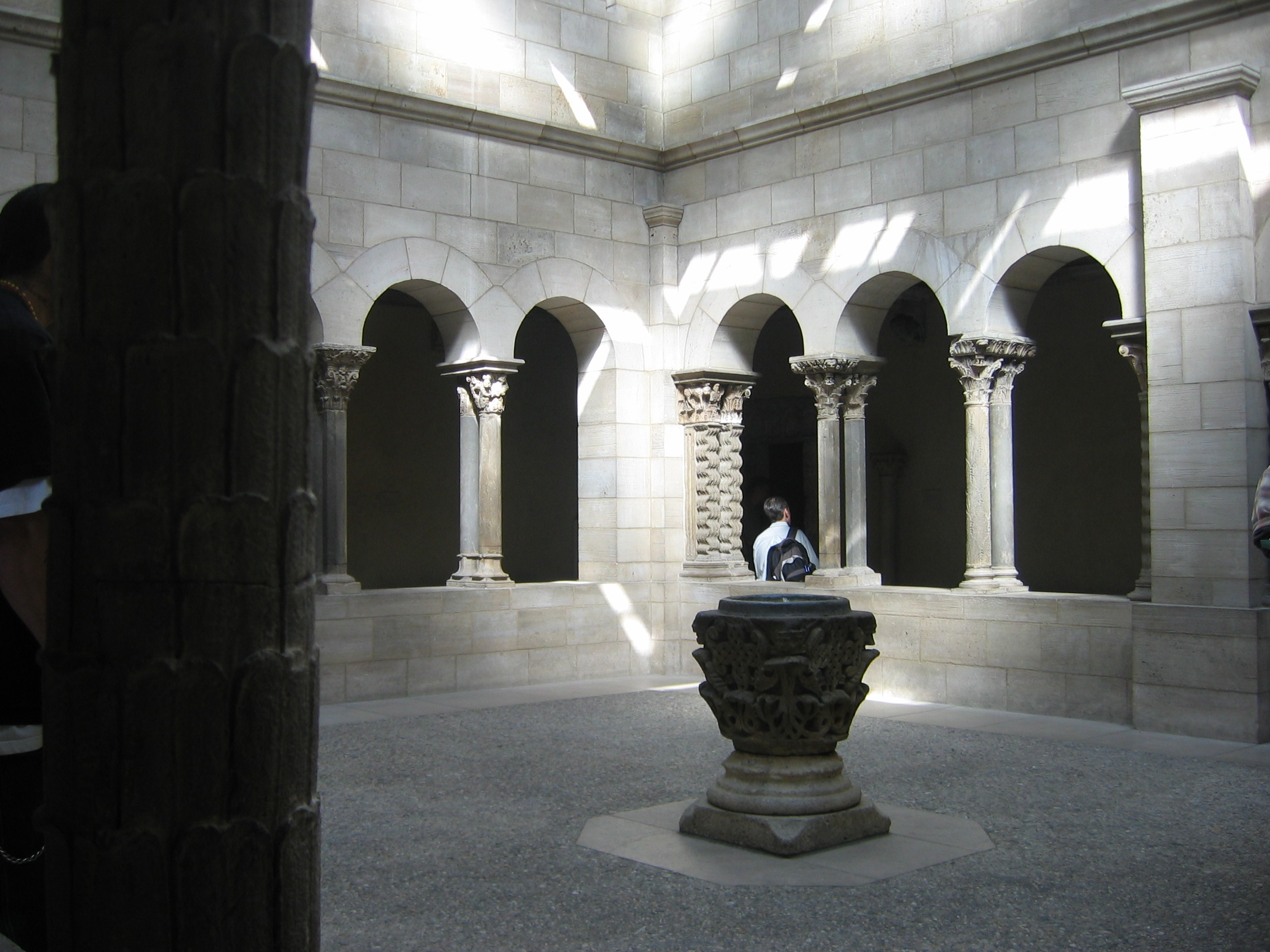
Claustro reconstruido en The Cloisters Museum de Nueva York.

Se conserva también la fachada principal con su torre-campanario y el portal de medio punto que da acceso al nártex.
Destaca el altar de San Guillermo (finales del siglo XII) realizado en mármoles blanco y negro y que representa dos escenas. A la izquierda un Pantocrátor rodeado de los Evangelistas y a la derecha un Cristo crucificado, ambas rodeadas de motivos vegetales.
El altar mayor es del siglo XVIII.
En el antiguo refectorio se puede observar una colección de lápidas entre las que destaca la del fundador de la abadía, así como las de las dos hermanas de Guillermo (Albane y Bertane).
En 2007 se ha procedido a la restauración de dos frescos que se habían conservado parcialmente (uno representando la Anunciación y otro a la Virgen arrodillada).

## Sacramentario de Gellone
En la Biblioteca Nacional de Francia se conserva el Sacramentaire de Gellone, un libro litúrgico (menos completo que un misal) de la época carolingia (finales del siglo VIII) utilizado por los monjes de la abadía durante sus ceremonias. Este documento es particularmente valioso por su iconografía prerrománica.

## Galería

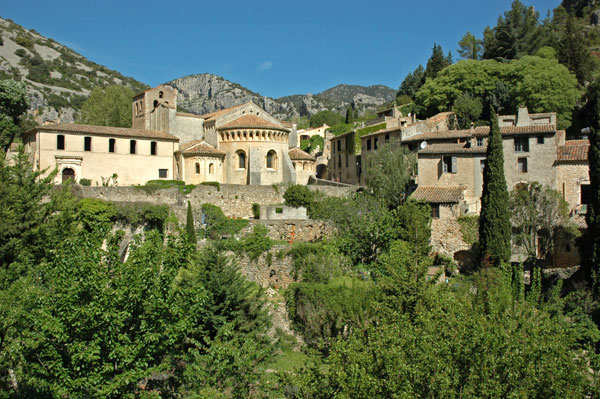
Vista de la abadía.
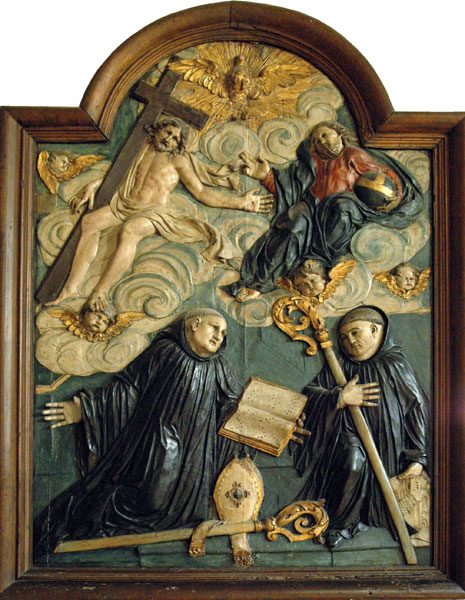
Relieve de San Benito de Aniane y San San Benito de Nursia.
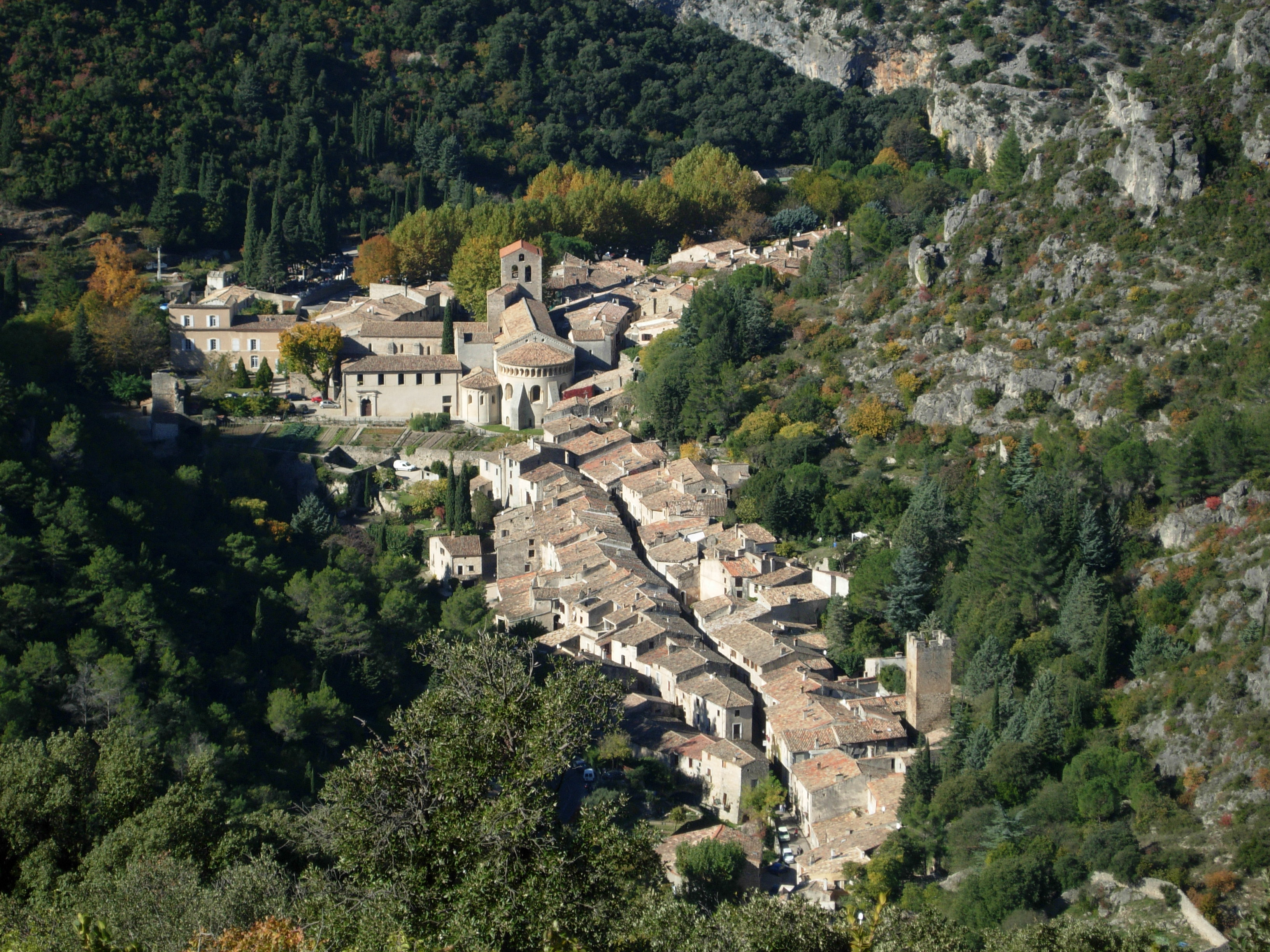
Vista aérea de la abadía.
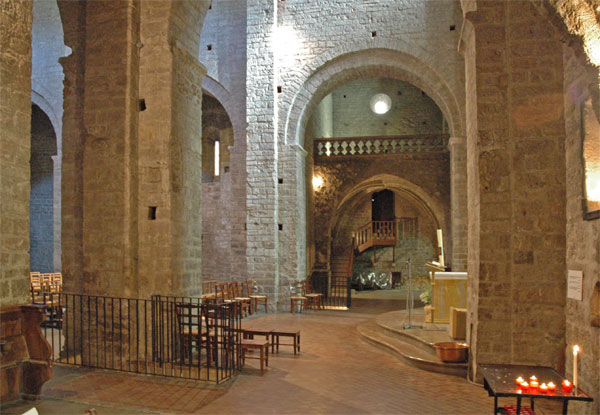
Transepto de la iglesia.
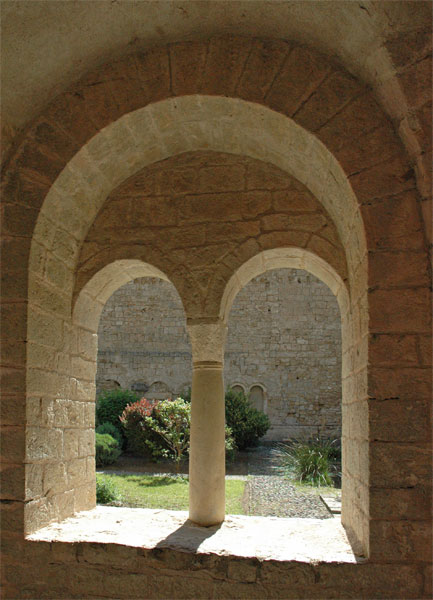
Claustro.
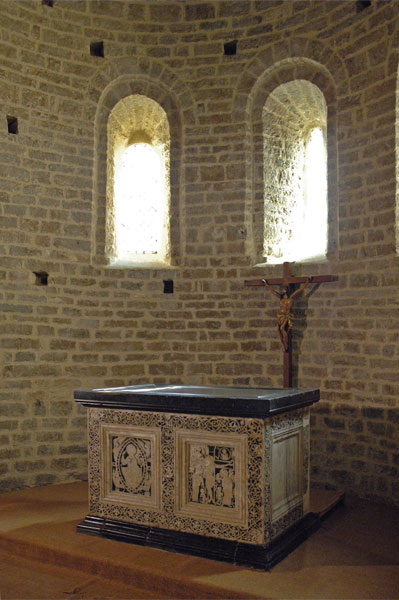
Altar de San Guillermo.
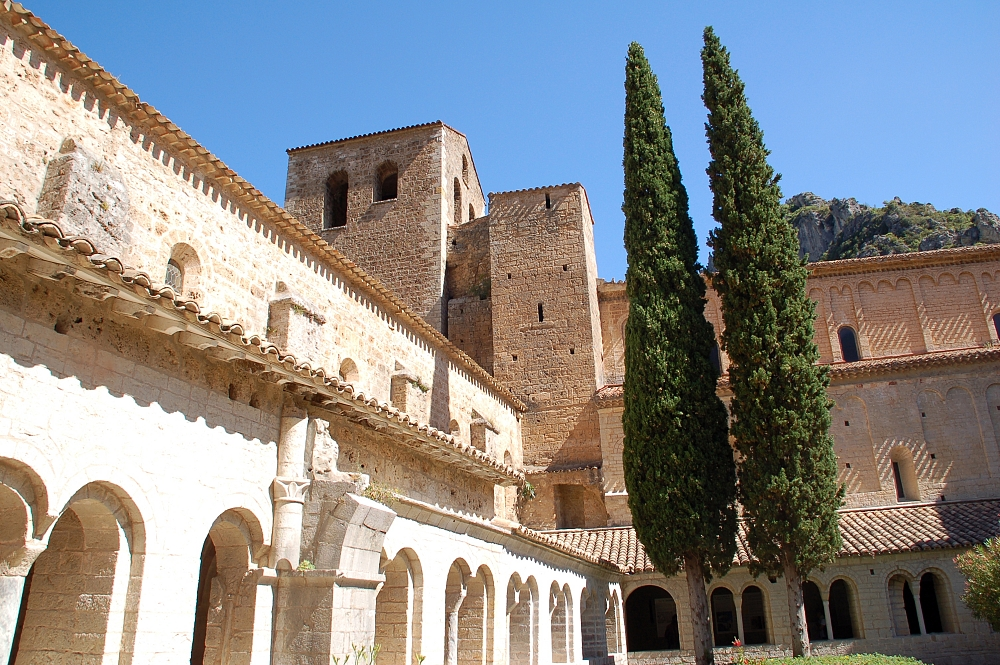
Otra vista del claustro.
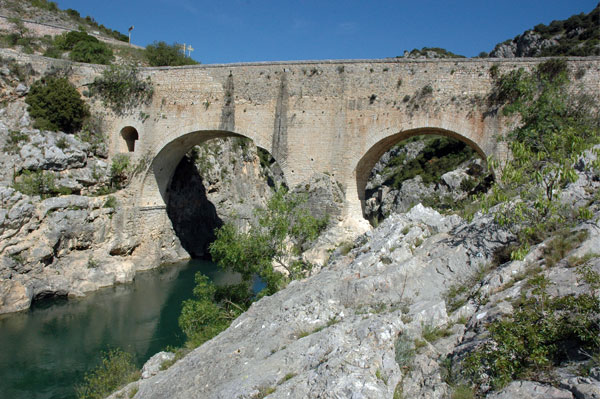
Puente del Diablo (siglo XI) aguas abajo de la abadía.